# Saltipedis tetracanthus
Saltipedis tetracanthus is een naaldkreeftjessoort uit de familie van de Parapseudidae. De wetenschappelijke naam van de soort is voor het eerst geldig gepubliceerd in 2004 door Gutu & Angsupanich.